# Josephus Fodor
Josephus Andreas Fodor (ur. 21 stycznia 1751 lub 1752, zm. 3 października 1828 w Petersburgu) – holenderski kompozytor i skrzypek.

## Życiorys
Brat Carela Antona i Carela Emanuela. Uczył się w Berlinie u Franza Bendy. Koncertował w krajach niemieckich, Holandii i Francji, w 1780 roku debiutował w Concert Spirituel. Od 1787 roku mieszkał w Paryżu, w 1792 roku osiadł w Petersburgu. Skomponował m.in. 19 koncertów skrzypcowych, 42 kwartety smyczkowe, 127 duety, 13 sonat. Jego wirtuozowską grę na skrzypcach podziwiał Louis Spohr.